# Jardins des Champs-Élysées
Jardins des Champs-Élysées (česky Zahrady Champs-Élysées) je veřejný park, který se nachází v Paříži v 8. obvodu v dolní části Avenue des Champs-Élysées, po které nese jméno. Ta jej rozděluje na dvě poloviny. Park byl vybudován v roce 1840 a jeho rozloha činí 13,75 ha m2.
Park Champs-Élysées je vymezen ulicemi Cours la Reine na jihu, Avenue Gabriel na severu, Avenue Matignon a Avenue Franklin D. Roosevelt na západě a Place de la Concorde na východě.
V jižní části se nachází Grand Palais a Petit Palais. K dalším významným stavbám v parku patří také divadla Théâtre du Rond-Point a Théâtre Marigny. Za Avenue Gabriel k parku přiléhají zahrady Elysejského paláce, které jsou nepřístupné. Na západě na park navazují další zelené plochy – Square Jean-Perrin a Jardin de la Vallée Suisse.

## Historie

Plan of the Jardins des Champs-Élysées

Oblast byla bažinatá a na místě se dlouho nacházely jen zahrady. Teprve na počátku 17. století se zde začalo stavět. V roce 1828 pozemky zakoupilo město Paříž. Současné zahrady navrhl architekt Jean-Charles Alphand podle vzoru anglické zahrady a slavnostně byly otevřeny v roce 1840.